# Свети Никола (Крупище)
Вижте пояснителната страница за други значения на Свети Никола.
„Свети Никола“ (на македонска литературна норма: „Свети Никола“) е средновековна православна църква в щипското село Крупище, източната част на Република Македония. Част е от Брегалнишката епархия на Македонската православна църква – Охридска архиепископия.

## История
Църквата е изградена на темели от стара трикорабна базилика при епископ Макарий в 1625, а е изписана в 1627 година, от който период датират и иконите. Частично живописта е обновена в 1880 година, като са доградени притвор и трем. От този период има и икони от Даниил, Исая Дебрели, Данаил Щиплията (1896) и непознати автори.